# 1918 w muzyce
Wydarzenia muzyczne w 1918 roku.

## Urodzili się
- 21 stycznia – Antonio Janigro, włoski wiolonczelista i dyrygent (zm. 1989)
- 24 stycznia – Gottfried von Einem, austriacki kompozytor, odznaczony Medalem Sprawiedliwy wśród Narodów Świata (zm. 1996)
- 27 stycznia – Elmore James, amerykański muzyk bluesowy, innowacyjny gitarzysta i kompozytor (zm. 1963)
- 28 stycznia – Łarysa Rudenko, ukraińska śpiewaczka operowa (mezzosopran), pedagog (zm. 1981)
- 30 stycznia – Jaroslav Krombholc, czeski dyrygent (zm. 1983)
- 5 lutego – Qara Qarayev, azerski kompozytor (zm. 1982)
- 12 lutego – Marta Mirska, polska piosenkarka (zm. 1991)
- 15 lutego – Hank Locklin, amerykański piosenkarz country, autor tekstów (zm. 2009)
- 16 lutego – Patty Andrews, amerykańska piosenkarka, znana z trio The Andrews Sisters (zm. 2013)
- 18 lutego – Mariano Mores, argentyński kompozytor i pianista tanga argentyńskiego (zm. 2016)
- 5 marca – Zara Dołuchanowa, ormiańska śpiewaczka operowa (mezzosopran) (zm. 2007)
- 7 marca – James Gibb, brytyjski pianista klasyczny (zm. 2013)
- 20 marca
  - Marian McPartland, angielska pianistka i kompozytorka jazzowa (zm. 2013)
  - Bernd Alois Zimmermann, niemiecki kompozytor (zm. 1970)
- 21 marca – Charles Thompson, amerykański pianista i kompozytor jazzowy (zm. 2016)
- 3 kwietnia – Enrique Iturriaga, peruwiański kompozytor i pedagog (zm. 2019)
- 14 kwietnia – Mary Healy, amerykańska aktorka i piosenkarka (zm. 2015)
- 25 kwietnia – Astrid Varnay, amerykańska śpiewaczka pochodzenia szwedzkiego (sopran) (zm. 2006)
- 6 maja – Stanisław Grzesiuk, polski pisarz i pieśniarz (zm. 1963)
- 11 maja – Mrinalini Sarabhai, indyjska tancerka (zm. 2016)
- 15 maja – Eddy Arnold, amerykański muzyk country (zm. 2008)
- 17 maja – Birgit Nilsson, szwedzka śpiewaczka operowa (sopran dramatyczny) (zm. 2005)
- 18 maja – Antoni Rybka, polski chórmistrz (zm. 1999)
- 23 maja – Erik Werba, austriacki pianista, pedagog i muzykolog (zm. 1992)
- 30 maja – Beata Artemska, polska tancerka, śpiewaczka, aktorka teatralna i kabaretowa, także reżyserka, scenarzystka (zm. 1985)
- 10 czerwca – Patachou, francuska piosenkarka i aktorka (zm. 2015)
- 20 czerwca – Robert Satanowski, polski dyrygent, generał brygady, poseł na Sejm PRL (zm. 1997)
- 24 czerwca – Mantle Hood, amerykański etnomuzykolog i kompozytor (zm. 2005)
- 25 czerwca – Sid Tepper, amerykański autor piosenek (zm. 2015)
- 30 czerwca – Aimé Duval, francuski pieśniarz, kompozytor i autor tekstów, jezuita (zm. 1984)
- 5 lipca – George Rochberg, kompozytor amerykański (zm. 2005)
- 24 lipca
  - Ruggiero Ricci, amerykański skrzypek (zm. 2012)
  - Donald Saddler, amerykański choreograf, tancerz i reżyser teatralny (zm. 2014)
- 29 lipca – Herbert Brün, izraelski kompozytor pochodzenia niemieckiego (zm. 2000)
- 31 lipca – Hank Jones, amerykański pianista i kompozytor jazzowy (zm. 2010)
- 6 sierpnia – Norman Granz, amerykański impresario jazzowy, producent muzyczny, twórca Jazz at the Philharmonic (zm. 2001)
- 12 sierpnia – Roy C. Bennett, amerykański autor tekstów piosenek (zm. 2015)
- 25 sierpnia – Leonard Bernstein, amerykański dyrygent i kompozytor (zm. 1990)
- 1 września – Tadeusz Wesołowski, polski kompozytor i akordeonista (zm. 1972)
- 4 września – Gerald Wilson, amerykański trębacz jazzowy, lider big bandu, kompozytor (zm. 2014)
- 13 września – Ray Charles, amerykański muzyk, wokalista, kompozytor, aranżer i dyrygent chóru (zm. 2015)
- 14 września – Cachao López, kubański pionier muzyki w stylu mambo (zm. 2008)
- 16 września – Władysław Kędra, polski pianista (zm. 1968)
- 22 września – Henryk Szeryng, polski skrzypek mieszkający na stałe w Meksyku (zm. 1988)
- 26 września – Harold Gramatges, kubański kompozytor (zm. 2008)
- 27 września – Jean Bach, amerykańska dokumentalistka nominowana do Nagrody Akademii Filmowej, miłośniczka jazzu (zm. 2013)
- 30 września – Aldo Parisot, amerykański wiolonczelista i pedagog muzyczny (zm. 2018)
- 5 października – Jimmy Blanton, amerykański kontrabasista jazzowy, innowator gry na tym instrumencie, skrzypek (zm. 1942)
- 9 października – Bebo Valdés, kubański pianista, kompozytor, aranżer (zm. 2013)
- 11 października – Jerome Robbins, amerykański choreograf i reżyser, znany z pracy przy musicalach (zm. 1998)
- 13 października – Jewgienij Agranowicz, radziecki i rosyjski kompozytor, scenarzysta, poeta, prozaik, bard, artysta (zm. 2010)
- 16 października – Géori Boué, francuska śpiewaczka operowa (sopran) (zm. 2017)
- 17 października – Rita Hayworth, amerykańska tancerka i gwiazda filmu (zm. 1987)
- 18 października – Bobby Troup, amerykański aktor, pianista jazzowy, piosenkarz i autor tekstów (zm. 1999)
- 25 października – Alfredo Diez Nieto, kubański kompozytor, dyrygent i pedagog (zm. 2021)
- 26 października – Eric Ericson, szwedzki dyrygent chóralny i pedagog (zm. 2013)
- 11 listopada
  - Jürg Baur, niemiecki kompozytor (zm. 2010)
  - Louise Tobin, amerykańska wokalistka jazzowa (zm. 2022)
- 14 listopada – Jean Madeira, amerykańska śpiewaczka operowa (sopran) (zm. 1972)
- 17 listopada – Anatoli Garšnek, estoński kompozytor i pedagog (zm. 1998)
- 22 listopada – Piotr Widlicki, polski śpiewak, reżyser, autor przekładów librett operowych (zm. 2017)
- 23 listopada
  - Aleksander Bobowski, polski muzykant, mazowiecki skrzypek ludowy (zm. 2007)
  - Kazimierz Winkler, polski literat, poeta i rysownik, autor tekstów piosenek (zm. 2014)
- 26 listopada – Leopold Kozłowski, polski pianista, kompozytor, dyrygent (zm. 2019)
- 2 grudnia – Milton DeLugg, amerykański kompozytor i akordeonista jazzowy, bandleader (zm. 2015)
- 8 grudnia – Gérard Souzay, właśc. Gérard Marcel Tisserand, francuski śpiewak (baryton) (zm. 2004)
- 12 grudnia – Joe Williams, amerykański wokalista jazzowy i bluesowy (zm. 1999)
- 21 grudnia – Panama Francis, amerykański perkusista jazzowy (zm. 2001)
- 24 grudnia – Dave Bartholomew, amerykański trębacz bluesowy, R&B, rock and rollowy; lider zespołu, kompozytor, aranżer i producent nagrań (zm. 2019)
- 29 grudnia – Mado Robin, francuska śpiewaczka operowa (sopran) (zm. 1960)

## Zmarli
- 8 stycznia – Michał Hertz, polski kompozytor, dyrygent i pianista (ur. 1844)
- 18 stycznia – Amalie Materna, austriacka śpiewaczka operowa (sopran) (ur. 1847)
- 21 stycznia – Jan Drozdowski, polski pianista i dyrygent (ur. 1857)
- 23 lutego – Sophie Menter, niemiecka pianistka (ur. 1846)
- 25 lutego – Miguel Marqués, hiszpański kompozytor (ur. 1843)
- 27 lutego – Wasilij Safonow, rosyjski pianista, dyrygent i pedagog (ur. 1852)
- 1 marca – Emil Sjögren, szwedzki pianista i kompozytor muzyki klasycznej (ur. 1853)
- 13 marca – Cezar Cui, rosyjski kompozytor i krytyk muzyczny (ur. 1835)
- 15 marca – Lili Boulanger, francuska kompozytorka (ur. 1893)
- 24 marca – Théophile Ysaÿe, belgijski kompozytor i pianista (ur. 1865)
- 25 marca – Claude Debussy, francuski kompozytor, przedstawiciel impresjonizmu w muzyce (ur. 1862)
- 18 maja – Toivo Kuula, fiński dyrygent i kompozytor (ur. 1883)
- 1 czerwca – Friedrich Richard Faltin, fiński kompozytor i dyrygent pochodzenia niemieckiego (ur. 1835)
- 10 czerwca – Arrigo Boito, włoski kompozytor i librecista (ur. 1842)
- 12 sierpnia – Anna Held, amerykańska piosenkarka, tancerka i aktorka polskiego pochodzenia (ur. 1872)
- 19 września – Liza Lehmann, angielska kompozytorka i śpiewaczka operowa (sopran) (ur. 1862)
- 7 października – Charles Hubert Hastings Parry, angielski kompozytor (ur. 1848)
- 16 października – Felix Arndt, amerykański pianista i kompozytor muzyki popularnej (ur. 1889)
- 24 października – Charles Lecocq, francuski kompozytor (ur. 1832)
- 29 października – Rudolf Tobias, estoński kompozytor muzyki klasycznej (ur. 1873)
- 18 grudnia – Henryk Jarecki, polski kompozytor, dyrygent i pedagog (ur. 1846)

Data dzienna nieznana
- Izabella Krystall, polska skrzypaczka żydowskiego pochodzenia (ur. 1893)

## Napisane utwory
- „Socrate” – utwór Erika Satie na głos z towarzyszeniem małej orkiestry lub fortepianu

## Opera
- 20 marca – Warszawa, Teatr Wielki – premiera polskiej wersji Erosa i Psyche Ludomira Różyckiego
- 14 grudnia – Nowy Jork, Metropolitan Opera – premiera Tryptyku Giacoma Pucciniego